# الیور استورر
الیور استورر (انگلیسی: Oliver Steurer؛ زادهٔ ۶ ژانویهٔ ۱۹۹۵) بازیکن فوتبال اهل آلمان است.
از باشگاه‌هایی که در آن بازی کرده‌است می‌توان به باشگاه فوتبال روت‌وایس اسن اشاره کرد.